# Ed McIlvenny
Edward John « Ed » McIlvenny, appelé aussi Eddie McIlvenny (né le 21 octobre 1924 à Greenock en Écosse (Renfrewshire) et mort le 18 mai 1989 à Eastbourne en Angleterre (Sussex)) était un joueur de football écossais international américain, qui jouait en tant que défenseur.

## Biographie
Il commence le football dans son Écosse natale et participe à la Scottish Junior League lors d'une tournée dans le nord du pays. En 1947, il s'engage pour le club gallois du Wrexham AFC de D3 anglaise, mais après seulement 7 matchs, il part aux États-Unis en 1949 pour rester avec sa sœur.
McIlvenny excelle avec les Philadelphia Nationals en American Soccer League, avec son coéquipier international Walter Bahr, et est sélectionné en équipe des États-Unis pour participer à la coupe du monde 1950. Il reçoit l'honneur d'être nommé capitaine lors du match contre l'Angleterre « parce qu'il était anglais », et est l'un des principaux acteurs lors de la victoire 1-0. Il n'était à l'époque pas un citoyen américain bien qu'il en avait l'intention, ce qui provoqua une polémique de la part de la FIFA, mais ce genre de cas était autorisé par la fédération américaine de soccer à l'époque.
Il n'obtient pourtant jamais la nationalité. Il joue la même année un peu plus tard dans une équipe All-Star contre Manchester United où il attire l'attention des dirigeants mancuniens dont Matt Busby, qui le font signer juste après la coupe du monde. Lors de son retour en Angleterre, la presse anglaise l'appelle « The Yank from the Tail of the Bank » (traduit par l'américain de Tail of the Bank, partie de l'Écosse d'où il est originaire). Il n'y joue que deux matchs puis part pour le Waterford United de la League of Ireland. Il y joue pendant près de quatre ans et retourne en Angleterre à Headington United, avant de prendre sa retraite et de diriger une école de football.
Dans le film Le Match de leur vie, malgré la victoire américaine sur les Anglais, McIlvenny (joué par le footballeur américain John Harkes) reçoit un plus petit rôle et le capitaine est dans le film le joueur Walter Bahr.
Il est introduit au National Soccer Hall of Fame, avec les autres membres américains du Mondial 1950 en 1976. Il figure également parmi le Scottish Football Museum.